# فیبرینوژن

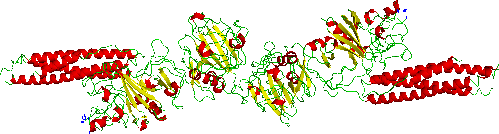
ساختار فیبرینوژن

فیبرینوژن یا همان فاکتور I پروتئینی محلول در خون می‌باشد که هنگام انعقاد خون بر اثر آزاد شدن و فعال شدن آنزیم ترومبین به رشته‌های نامحلول فیبرین تبدیل می‌شود و در انعقاد خون نقش مهمی دارد. فیبرینوژن در کبد ساخته می‌شود و سطح خونی آن در شرایطی مانند بارداری و التهاب افزایش می‌یابد.جلوگیری از هدر رفتن خون (هنگام خونریزی)

## کاربرد دارویی
برای کنترل خونریزی همراه با انعقاد داخل عروقی از این دارو به گونه تزریقی بهره می‌گیرند. دیگر کاربردهای آن می‌تواند در جراحی‌های بزرگ قفسه سینه یا لوزالمعده، جدا شدن زودرس جفت، مرگ جنین در رحم، و آمبولی مایع آمنیوتیک باشد.